# فاطمة الزهرة فضول
فاطمة الزهرة فضول (من مواليد 28 أكتوبر 1981) هي لاعبة كرة قدم جزائرية سابقة لعبت في مركز الدفاع. كانت عضوًا في المنتخب الوطني للسيدات الجزائري.

## المسيرة الكروية
لعبت لصالح نادي البليدة ونادي وسط الجزائر في الجزائر.

## المسيرة الدولية
شاركت مع منتخب الجزائر على المستوى الأول خلال بطولة أفريقيا للسيدات 2006.